# Segla på ett moln
"Segla på ett moln" är en sång skriven av Per Gessle och ursprungligen inspelad av Anne-Lie Rydé. Hon släppte den på singel 1983 och på hennes självbetitlade album samma år.
Den har också spelats in av Raj Montana Band samt av Marie Fredriksson.
I tv-programmet Så mycket bättre 2022 (säsong 13) tolkar Albin Lee Meldau och Arvid Nero sången. 